# Samuel Pisar

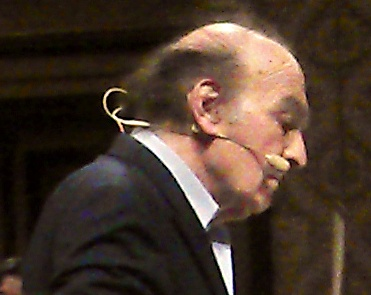
Samuel Pisar 2012

Samuel Pisar (* 18. März 1929 in Białystok; † 27. Juli 2015 in New York City, New York) war ein in Polen geborener US-amerikanischer Jurist, Autor und Holocaust-Überlebender. Er war der Stiefvater des späteren US-Außenministers Antony Blinken.

## Leben
Samuel Pisar hatte litauische Eltern, David und Helaina Pisar (geb. Suchowolski). Sein Vater gründete das erste örtliche Taxi-Unternehmen.
Nach dem Überfall Deutschlands auf Polen am 1. September 1939 gehörte das Gebiet, in dem Bialystok lag – gemäß dem deutsch-sowjetischen Nichtangriffspakt vom 23. August 1939 und dem Deutsch-Sowjetischen Grenz- und Freundschaftsvertrag vom 28. September 1939 – zur sowjetischen Zone. Samuel Pisar war zu diesem Zeitpunkt gerade zehn Jahre alt und besuchte fortan eine russische Schule.
Nach dem Überfall Deutschlands auf die Sowjetunion am 22. Juni 1941 wurde Bialystok von der Wehrmacht besetzt, die jüdischen Bewohner der Stadt in einem Ghetto auf engstem Raum zusammengepfercht. Der Vater, David Pisar, arbeitete außerhalb des Ghettos und musste Fahrzeuge des aus Königsberg stammenden deutschen Stadtkommandanten instand halten. Er nutzte seine Stellung, um jüdische Kinder in einem Lieferwagen versteckt aus dem Ghetto herauszuschmuggeln, um sie in den nahegelegenen Dörfern bei polnischen Bauernfamilien zu verstecken. Als die NS-Schergen dies entdeckten, wurde er von der Gestapo gefoltert und in einem Wald vor der Stadt erschossen. Pisars Mutter und seine kleine Schwester Frida (geb. 1933) wurden später in einem Vernichtungslager ermordet. Samuel Pisar selbst wurde in mehrere Arbeits- und Vernichtungslager deportiert: Majdanek, Bliżyn, Auschwitz, Sachsenhausen.
Als die Rote Armee gegen Kriegsende immer weiter nach Westen vordrang und sich den Grenzen Deutschlands näherte, ließ das NS-Regime die Rüstungsindustrie nach und nach in Richtung Westen verlegen. Wegen der immer massiver werdenden Bombenangriffe der Alliierten sollte nun vor allem in Bergwerken, Schächten und Tunneln produziert werden.
Auch Samuel Pisar wurde nach Westen, zunächst in den KZ-Außenlagerkomplex Kaufering verbracht, im Winter 1944 nach Dachau, wenige Wochen später nach Leonberg bei Stuttgart, um in den Röhren des Engelbergtunnels in zwölfstündigen Schichten Tragflächen für die Messerschmitt Me 262 zu montieren. Neben der schweren Arbeit im Tunnel wurden Pisar und seine Mithäftlinge mehrfach nach Bombenangriffen nach Stuttgart verfrachtet, um dort nach Überlebenden zu suchen und Trümmer zu räumen. „Mein einziger Gedanke war dabei stets, woher ich etwas zu essen bekommen könnte. Nach monatelanger Unterernährung war ich geschwächt und so hungrig, dass ich sogar Halluzinationen hatte.“ Als die alliierten Truppen näherrückten, musste der Tunnel in Leonberg Mitte April 1945 aufgegeben werden und wurde gesprengt. Die Häftlinge sollten zu Fuß nach Bayern marschieren. Viele überlebten die Strapazen dieses Todesmarsches nicht, wurden erschlagen, erschossen oder brachen völlig entkräftet tot am Straßenrand zusammen. Als die Marschkolonne von Tieffliegern der US-Amerikaner, die fälschlicherweise annahmen, Soldaten der Wehrmacht vor sich zu haben, angegriffen wurde, gelang Samuel Pisar gemeinsam mit zwei Freunden die Flucht. Schließlich wurden sie von amerikanischen Soldaten gerettet.
In den Trümmern Nachkriegsdeutschlands baute der damals 16-jährige Samuel Pisar gemeinsam mit zwei Freunden aus den KZs in der amerikanischen Besatzungszone ein florierendes Schwarzmarktgeschäft auf und handelte mit Zigaretten, Kaffee, Schuhen, Spirituosen, bis sie von der amerikanischen Militärregierung inhaftiert wurden. Von seiner Tante Barbara (Sauvage geb. Suchowolski), einer Schwester seiner Mutter, wurde sein Name auf einer Liste von ehemaligen KZ-Häftlingen entdeckt. „Meine Tante lebte damals in Paris. … Sie kannte mich noch als kleinen Jungen aus Białystok. Deshalb konnte sie es gar nicht glauben, als sie meinen Namen las. Ich war ja viel zu jung, um zu überleben. Kinder hatten keine Chance in den NS-Lagern.“ Nachforschungen ergaben, dass Samuel Pisar als Einziger seiner Familie in Polen überlebt hatte, auch alle seiner ehemaligen Schulkameraden waren ermordet worden. Die Tante brachte ihn nach Paris. Der Ehemann seiner Tante, der Journalist Léo Sauvage, veranlasste ihn, zu den Brüdern seiner Mutter, Larzar(us) und Nachmann (Suchowolski), zu gehen, die beide in Melbourne, lebten, um dort seine Ausbildung fortzusetzen.
Pisar besuchte das Taylors College in Melbourne und studierte Jura an der University of Melbourne bis 1953. Nachdem er von einer Tuberkulose genesen war, ging er in die USA und promovierte an der Harvard University. Außerdem erhielt er einen Doktorgrad der Pariser Sorbonne.
Seit den 1950er Jahren arbeitete Pisar für die Vereinten Nationen in New York und Paris und kehrte 1960 nach Washington zurück, um für John F. Kennedy und verschiedene US-Institutionen zu arbeiten. Als Jurist, der sich besonders mit Welthandelsrecht befasste, hatte er die Wirtschaftsbeziehungen zwischen dem Ostblock und den westlichen Ländern im Blick. Sein Buch Supergeschäft Ost-West (1970) empfahl einen verstärkten Ost-West-Handel, um den Kalten Krieg zu überwinden. In den USA und der BRD war dies eine Begründung für mehr Austauschgeschäfte mit der UdSSR, vor allem im Öl- und Erdgashandel (Deutsch-sowjetische Röhren-Erdgas-Geschäfte). Der französische Politologe Raymond Aron widersprach dem im Buch Le Spectateur Engagé. Entretiens avec Jean-Louis Missika et Dominique Wolton (1981).
Pisars Memoiren Of Blood and Hope erhielten 1981 den Present Tense literary award. Er schrieb eine Erzählung über seine Erfahrungen und seine Wut über Gott für Leonard Bernsteins 3. Symphonie „Kaddish“.
Pisar war einer der Begründer von Yad Vashem-France, ein Direktor der Fondation pour la Mémoire de la Shoah und Trustee der Brookings Institution in Washington.

## Familie
Samuel Pisar heiratete zweimal. Aus seiner ersten Ehe mit Norma Weinberger gingen die Töchter Helaina (Pisar-McKibbin) und Alexandra (Pisar-Pinto) hervor. Nach der Scheidung dieser Ehe im Jahre 1971 heiratete Pisar in zweiter Ehe Judith Blinken (geb. Frehm). Judith Blinken war zuvor mit Donald M. Blinken verheiratet gewesen. Aus dieser Ehe war Antony Blinken hervorgegangen. In der Ehe von Samuel Pisar mit Judith Blinken wurde 1972 die Tochter Leah Pisar (Pisar-Haas) geboren.

## Ehrungen
Samuel Pisar wurde 2012 von französischen Präsidenten Nicolas Sarkozy zum Großoffizier der Ehrenlegion ernannt, war Kommandeur des Verdienstordens der Republik Polen und wurde 1995 von Königin Elisabeth II. zum Ehrenoffizier des Order of Australia ernannt.

## Schriften
- Supergeschäft Ost-West: Der Schlüssel zum Weltfrieden. Hoffmann und Campe, Hamburg 1970, ISBN 3-455-05923-6.
- Das Blut der Hoffnung. rororo, Reinbek 1979. ISBN 3-498-05237-3.
- mit Edmond Valère: Le Chantier de l’avenir. Entretiens avec Samuel Pisar. Favre, Lausanne 1989, ISBN 2-8289-0392-3.

## Einzelbelege
1. ↑  Steven Erlanger: Samuel Pisar Dies at 86; Lawyer and Adviser Survived Nazi Camps. In: The New York Times. 29. Juli 2015, ISSN 0362-4331 (nytimes.com [abgerufen am 26. Januar 2021]).
2. ↑  9 things to know about Antony Blinken, the next US secretary of state. 23. November 2020, abgerufen am 26. Januar 2021 (amerikanisches Englisch).
3. ↑  Wrestling with God. Abgerufen am 26. Januar 2021 (englisch).
4. ↑  Samuel Pisar: Das Blut der Hoffnung. Reinbek bei Hamburg 1979, S. 31 und 60.
5. ↑  Samuel Pisar: Das Blut der Hoffnung. Reinbek bei Hamburg 1979, S. 31.
6. ↑  The United States Holocaust Memorial Museum (Hrsg.): Encyclopedia of Camps and Ghettos, 1933–1945, Band 2: Ghettos in German-Occupied Eastern Europa, Teilband A. Indiana University Press, Bloomington 2012, ISBN 978-0-253-00226-6, S. 866 ff.: Bialystok.
7. ↑  „Frieda Pisar“ (richtig: Frida – so Samuel Pisar in seiner Autobiographie Das Blut der Hoffnung)
8. ↑  Foto der Familie von Samuel Pisar
9. ↑  Samuel Pisar: Das Blut der Hoffnung. Reinbek bei Hamburg 1979, S. 42.
10. ↑  Samuel Pisar: Das Blut der Hoffnung. Reinbek bei Hamburg 1979, S. 53 ff.
11. ↑  Samuel Pisar: Das Blut der Hoffnung. Reinbek bei Hamburg 1979, S. 84.
12. ↑  Samuel Pisar: Das Blut der Hoffnung. Reinbek bei Hamburg 1979, S. 86.
13. ↑  KZ-Gedenkstätte Leonberg: Das KZ in Leonberg
14. ↑  „Mein Überleben sollte kein Zufall sein“, Stuttgarter Zeitung, 17. März 2014.
15. ↑  Samuel Pisar: Das Blut der Hoffnung. Reinbek bei Hamburg 1979, S. 91 ff.
16. ↑  Samuel Pisar war Häftling im KZ Leonberg. Das Blut der Hoffnung, Stuttgarter Zeitung, 17. März 2014.
17. ↑  René Pfister: Der stille Amerikaner. In: Der Spiegel. Nr. 5, 2021, S. 78 ff. (online – 30. Januar 2021).
18. ↑  Samuel Pisar: Das Blut der Hoffnung. Reinbek bei Hamburg 1979, S. 102 ff.
19. ↑  Politico 19. Januar 2021 : How Tony Blinken’s Stepfather Changed the World—and Him
20. ↑  Barbara (Bashke) Cecille Suchowolski
21. ↑  Wrestling With God, Haaretz, 1. Juni 2009.
22. ↑  Samuel Pisar: Das Blut der Hoffnung. Reinbek bei Hamburg 1979, S. 112 ff.
23. ↑  Steven Erlanger: After Survival, a Journey to Self-Recovery (Published 2009). In: The New York Times. 10. Juli 2009, ISSN 0362-4331 (nytimes.com [abgerufen am 26. Januar 2021]).
24. ↑  Nachmann Suchowolski
25. ↑  Lazar Suchowolski
26. ↑  Blood and Hope: Samuel Pisar’s triumph of the spirit. In: Issues Archive - Harvard Law Today. Abgerufen am 26. Januar 2021.
27. ↑  Johanna Kaplan Wins Award for 'O My America' (Published 1981). In: The New York Times. 4. Mai 1981, ISSN 0362-4331 (nytimes.com [abgerufen am 26. Januar 2021]).
28. ↑  People 25. August 1980: Sam and Judith Pisar Meld the Disparate Worlds of Cage and Kissinger in Their Marriage
29. ↑  The Scotsman 31. Juli 2015: Obituary: Samuel Pisar, lawyer and holocaust survivor
30. ↑  Yad Vashem: A Tribute to Dr. Samuel Pisar

| Personendaten    | Personendaten                                                          |
| ---------------- | ---------------------------------------------------------------------- |
| NAME             | Pisar, Samuel                                                          |
| KURZBESCHREIBUNG | polnisch-US-amerikanischer Schriftsteller, Überlebender des Holocausts |
| GEBURTSDATUM     | 18. März 1929                                                          |
| GEBURTSORT       | Białystok                                                              |
| STERBEDATUM      | 27. Juli 2015                                                          |
| STERBEORT        | New York City, Vereinigte Staaten                                      |